# 鄡县
鄡县，鄡，《汉书地理志》作郻，《汉书外戚恩泽表》作邬。《说文》作鄡。中国古县名。
汉文帝元年（前179年）封齐王刘肥妻舅驷钧为侯国，后改为县，东汉改郻为鄡，治所在今河北省辛集市东南新城东北。属巨鹿郡）。西晋属赵国。北魏还属巨鹿郡，移治今深州市西南旧州。北齐废。改为安国。隋开皇六年（586）改为安定县——取西汉旧名，移治今辛集市旧城。隋开皇十八年（598）改为鹿城县，唐天宝十五载（756）改为束鹿县，1986年改为辛集市。